# Algodonite

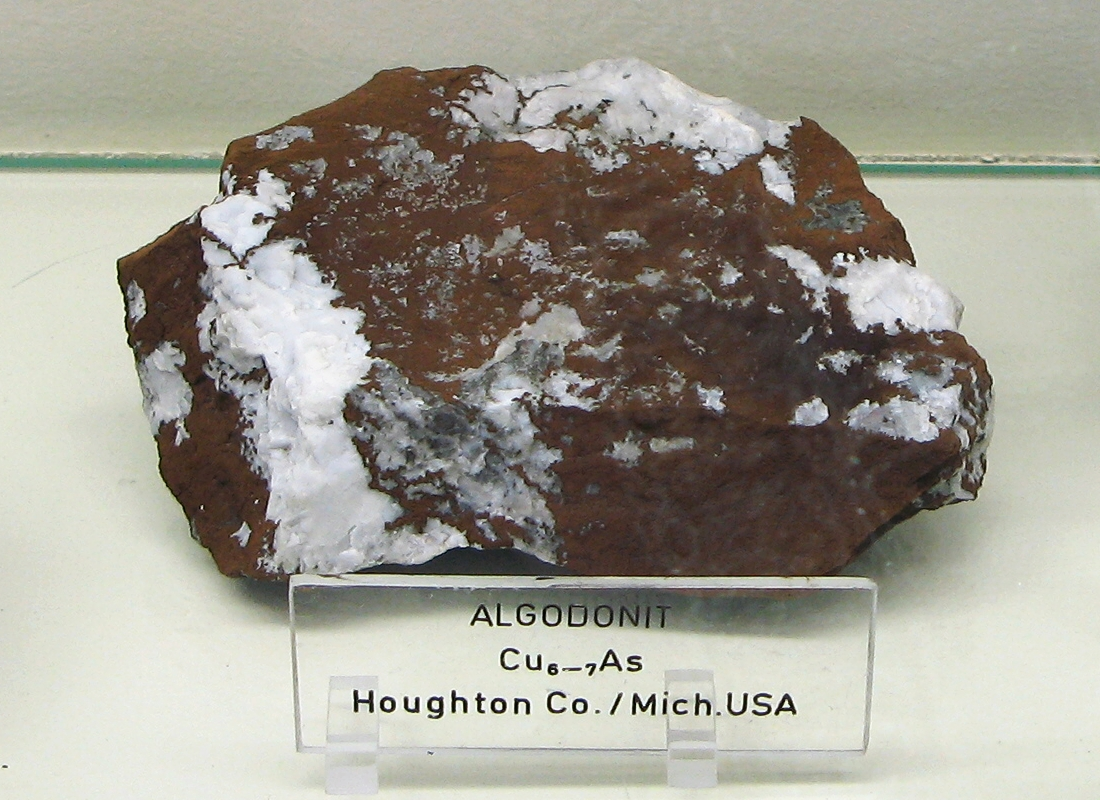
Algodonite

Algodonite é um mineral de arsenieto de cobre com a fórmula Cu6As. É um mineral metálico de cor cinzenta esbranquiçado que cristaliza no sistema hexagonal. Tem dureza 4 e peso específico entre 8.38 e 8.72.
Foi descrito pela primeira vez em 1857 na mina de prata de Algodones, Coquimbo, Chile.